# Contango
Contango is een situatie waarin termijncontracten van bijvoorbeeld grondstoffen of agrarische producten zich kunnen bevinden. Als de prijs over een bepaalde termijn hoger is dan de huidige prijs is de markt in contango. Dit kan onder andere veroorzaakt worden door hoge voorraadkosten, verzekeringskosten en dergelijke. In een situatie van contango leidt een long positie in termijncontracten bij gelijkblijvende prijzen tot een negatief (rol)rendement.
De tegenovergestelde situatie wordt backwardation genoemd.